# Et qu'ça saute !
Pour plus de détails, voir Fiche technique et Distribution.
Et qu'ça saute ! est un film français réalisé par Guy Lefranc et sorti en 1970.

## Synopsis
Un gisement d'uranium met en ébullition la petite république sud-américaine de Guatalpa. Entre deux révolutions, le gouvernement tente, sans succès, de décider qui des Américains, des Soviétiques ou des Cubains exploitera la concession. Les délégués de ces nations s'espionnent et se trahissent mutuellement afin d'arriver à leur but.

## Fiche technique
- Titre : Et qu'ça saute !
- Réalisation : Guy Lefranc
- Scénario : Guy Lefranc, Guy Lionel, et François Chavane d'après le roman Et qu'ça saute ! de Charles Exbrayat.
- Dialogues : Guy Lionel
- Photographie : Didier Tarot
- Son : Raymond Gauguier
- Musique : Henri Salvador
- Montage : Marie-Louise Barberot
- Décors : Jacques d'Ovidio
- Sociétés de production : Les Films Fernand Rivers - Cinéphonic - Les Activités cinégraphiques
- Pays de production :  France
- Genre : comédie
- Durée : 85 minutes
- Date de sortie : France - 11 septembre 1970
- Affiche : Guy-Gérard Noël (France)

## Distribution
- Henri Salvador : Luis Vasquez
- Michel Galabru: Guttierez
- Jean Le Poulain : Don Pedro
- Paul Préboist : Guadara
- Roland Armontel : Carlos Enriquez
- Amarande : Pépita
- Roger Van Hool
- Roger Carel : Fédorovitch
- Michel Creton
- Patricia Karim : Tatiana
- Robert Dalban : Martinez
- Lita Recio
- Billy Kearns
- Bernard Tixier
- André Badin
- Antoinette Moya
- Teresa Lorca
- Jean-Pierre Darras : Jorge Blanco
- Max Montavon
- Jean Marconi
- Gabriel Jabbour

## Production
Le film est tourné en novembre 1969 dans les Pyrénées-Orientales, principalement à Port-Vendres, Collioure et Banyuls-sur-Mer.